# Gulaktig färglav
Gulaktig färglav (Parmelia fraudans) är en lavart som först beskrevs och fick sitt nu gällande namn av William Nylander. 
Gulaktig färglav ingår i släktet Parmelia och familjen Parmeliaceae. Arten är reproducerande i Sverige. Inga underarter finns listade i Catalogue of Life.